# 鈴木昌 (経営者)
鈴木 昌（すずき まさる、1935年12月15日 - ）は、日本の経営者。2002年から2006年まで、社団法人日本プロサッカーリーグ（Jリーグ）の第2代理事長（Jリーグチェアマン）を務めた。

## 来歴
兵庫県神戸市出身。六甲学院高等学校から東京大学法学部を経て住友金属工業株式会社（現・日本製鉄）に入社。輸送関連部門、広報部門などを歴任し、1987年に茨城県鹿島町（現在の鹿嶋市）にある同社鹿島製鉄所に異動、副所長を務めた。またこの頃、後に鹿島アントラーズの母体となる住友金属工業蹴球団の団長を兼務した。
その後、関連会社の鹿島運輸株式会社（現・日鉄物流）に転出し社長まで務め、1994年に鹿島アントラーズを運営する鹿島アントラーズFC株式会社の代表取締役社長に就任した。
2000年には社長職を退き特別顧問となったが、2002年に初代チェアマンであった川淵三郎が日本サッカー協会会長となったため、後任として同年7月に第2代チェアマンに就任した。また同時に、日本サッカー協会副会長の職も川淵三郎から引き継いだ。
日本サッカー協会の定年（70歳）に合わせて、2006年7月の任期満了とともにチェアマン職を退き、鬼武健二を後任とした。

## 活動
Jリーグや日本サッカー協会に関わる多くの指導的人物と異なり、高校・大学・実業団におけるサッカー選手としての経験は無い。
チェアマンに就任後、2003年に延長Vゴール方式を廃止、2005年には従来2ステージ制であったリーグ戦を1ステージにするなど、Jリーグの開催方式を世界基準に合わせる各種の改編を行ってきた。また、1999年以降16チームで推移してきたJリーグディビジョン1を2005年から18チームに拡大し、Jリーグ参加希望クラブの受け皿として3部リーグ（J3）を創設する構想をマスメディア上で披露するなど、Jリーグ百年構想を推し進める施策や発言を行った。
クラブへの関与としては、経営危機に陥ったサガン鳥栖やザスパ草津といったクラブに対して、状態が好転しない場合の除名を明言する一方で、具体的な援助策を講じた。また2006年からのJリーグ参加を目指した愛媛FCに対して地元自治体との連携やホームスタジアムの貧弱さを理由にいったんは参加拒否を示唆するような発言をしつ、地元の支援が明文化されると一転して受け入れを表明するなど、企業人ならではの駆け引きを随所に見せた。

## エピソード
1989年にプロサッカーリーグ（Jリーグ）設立が具体化した際、当時の蹴球団にJリーグへの参加の意思は無かったが半年後の1990年、住友金属本社の「2000年ビジョン」の指針が発端となって「住金の中で最も転勤したくない事業所」であった鹿島を盛り上げる起爆剤になるように日本サッカーリーグ（JSL）2部の住友金属工業蹴球団（住金蹴球団）も参加を表明した。実は当時、鹿島製鉄所への転勤拒否や転職などが発生し、住友金属側は頭を悩ませていた。
そこで、茨城県の鹿島町長（後の鹿嶋市）を含めた7名がプロリーグ参加を協会に要望。しかし当時、この住金の決断に対しては「2部の実力ではプロではやっていけない」、「首都圏（茨城県）ではあっても、東京周辺の人口密集地帯からは離れた鹿島で観客を集めることは困難ではないか」などといった懐疑的な見方が強かった。施設の面を見ても、町内にはプロサッカーリーグの本拠地スタジアムとして想定されていた1万5千人の観客を収容可能な陸上競技場や球技場がなかった。
さらに当時のJリーグ理事長・川淵三郎からは「とにかく住金が加入できる確率は限りなくゼロに近く、99.9999%ダメだ！」と言われたが、鈴木は、「まだ0.0001%の可能性はあるんですね」と言い返した。しかし、茨城県は住金蹴球団や住友金属工業、それに鹿島町などからの陳情を受け、鹿島灘に面する卜伝の郷運動公園に建設予定だった3,000人規模のグラウンドを、Jリーグ規格に適合する専用サッカースタジアムに計画を変更して建設することを決定した。川淵はJ加入条件を徐々に上げるが、住金側はそれらのハードルを乗り越え、最後にダメ押しのつもりでやんわりと「スタジアムが屋根付きなら考えない事もありません」と諦めさせる為に言ったつもりだったが屋根架設のメドを取り付け、断る理由が全て無くなった川淵は絶句する。こうして完成したのがアントラーズのホームスタジアムである茨城県立カシマサッカースタジアムである。
設備面の問題からプロ参入を拒否する姿勢だった川淵は「設備面を指摘すれば、さすがに諦めるだろうと思って言った。本当にスタジアムを作ってしまったから認めざるを得なかった」と、講演会などで負け惜しみを述べている。